# Lurani (famiglia)
I Lurani (poi Lurani Cernuschi) furono una nobile famiglia di Milano.

## Storia
La notizie più antiche relative alla famiglia Lurani provengono dalla richiesta di ammissione al patriziato milanese presentata e ottenuta nel 1717 dalla famiglia stessa. Il primo membro notabile della famiglia risulta essere un tale Cristoforo il quale, con rogito del 10 luglio 1647 a firma del notaio camerale Carlo Montano, formalizzò l'acquisto dei feudi di Calvenzano e Caselle, nel lodigiano.
Il figlio di questo, Pietro Francesco, con diploma a firma di re Carlo II di Spagna del 10 marzo 1691, ottenne che il feudo di Calvenzano venisse eretto a contea, trasmissibile ai propri discendenti. Il figlio di quest'ultimo, Cristoforo, ottenne nel 1717 l'ammissione al patriziato e nel 1719 venne compreso tra i XII di provvisione, divenendo dal 1733 capitano della milizia urbana di Milano. Questi ebbe un figlio, Pietro Francesco, nel 1782 divenne sergente maggiore della milizia urbana e assunse anche il cognome Cernuschi al proprio per lascito testamentario del cugino conte Bernardino Cernuschi. Il figlio di Pietro Francesco, Francesco, ottenne la conferma di antica nobiltà da Francesco I d'Austria il 21 novembre 1816.

## Albero genealogico
|                                                                      |                                                                      |                                                                           |                                                                           |                                               |                                                                                   |                       |                       |                                 |                                                   |                                                                    |                                                                    |                                  |                                |                     |                     |                      |                      |                                    |                                    |
|                                                                      |                                                                      |                                                                           |                                                                           |                                               | Cristoforo, I signore di Calvenzano e Caselle *1611 †1676 Margherita Besozzi      |                       |                       |                                 |                                                   |                                                                    |                                                                    |                                  |                                |                     |                     |                      |                      |                                    |                                    |
|                                                                      |                                                                      |                                                                           |                                                                           |                                               |                                                                                   |                       |                       |                                 |                                                   |                                                                    |                                                                    |                                  |                                |                     |                     |                      |                      |                                    |                                    |
|                                                                      |                                                                      |                                                                           |                                                                           |                                               |                                                                                   |                       |                       |                                 |                                                   |                                                                    |                                                                    |                                  |                                |                     |                     |                      |                      |                                    |                                    |
|                                                                      |                                                                      |                                                                           |                                                                           |                                               | Pietro Francesco, I conte di Calvenzano *1653 †1710 Maria Cernuschi               |                       |                       |                                 |                                                   |                                                                    |                                                                    |                                  |                                |                     |                     |                      |                      |                                    |                                    |
|                                                                      |                                                                      |                                                                           |                                                                           |                                               |                                                                                   |                       |                       |                                 |                                                   |                                                                    |                                                                    |                                  |                                |                     |                     |                      |                      |                                    |                                    |
|                                                                      |                                                                      |                                                                           |                                                                           |                                               |                                                                                   |                       |                       |                                 |                                                   |                                                                    |                                                                    |                                  |                                |                     |                     |                      |                      |                                    |                                    |
|                                                                      |                                                                      |                                                                           |                                                                           |                                               | Cristoforo, II conte di Calvenzano *1692 †1768 Maria Recalcati                    |                       |                       |                                 |                                                   |                                                                    |                                                                    |                                  |                                |                     |                     |                      |                      |                                    |                                    |
|                                                                      |                                                                      |                                                                           |                                                                           |                                               |                                                                                   |                       |                       |                                 |                                                   |                                                                    |                                                                    |                                  |                                |                     |                     |                      |                      |                                    |                                    |
|                                                                      |                                                                      |                                                                           |                                                                           |                                               |                                                                                   |                       |                       |                                 |                                                   |                                                                    |                                                                    |                                  |                                |                     |                     |                      |                      |                                    |                                    |
|                                                                      |                                                                      |                                                                           |                                                                           |                                               | Pietro Francesco, III conte di Calvenzano *1739 †1805 Maria Nava LURANI CERNUSCHI |                       |                       |                                 |                                                   |                                                                    |                                                                    |                                  |                                |                     |                     |                      |                      |                                    |                                    |
|                                                                      |                                                                      |                                                                           |                                                                           |                                               |                                                                                   |                       |                       |                                 |                                                   |                                                                    |                                                                    |                                  |                                |                     |                     |                      |                      |                                    |                                    |
|                                                                      |                                                                      |                                                                           |                                                                           |                                               |                                                                                   |                       |                       |                                 |                                                   |                                                                    |                                                                    |                                  |                                |                     |                     |                      |                      |                                    |                                    |
| Marianna *1787 †1818 Giuseppe Padulli, II conte di Vighignolo        | Marianna *1787 †1818 Giuseppe Padulli, II conte di Vighignolo        | Francesco Bernardino, IV conte di Calvenzano *1792 †1868 Marianna Clerici | Francesco Bernardino, IV conte di Calvenzano *1792 †1868 Marianna Clerici |                                               |                                                                                   |                       |                       |                                 |                                                   | Carlo *1800 †1871 nob. Elisa dei March. Del Carretto di Mombaldone | Carlo *1800 †1871 nob. Elisa dei March. Del Carretto di Mombaldone |                                  |                                |                     |                     |                      |                      |                                    |                                    |
|                                                                      |                                                                      |                                                                           |                                                                           |                                               |                                                                                   |                       |                       |                                 |                                                   |                                                                    |                                                                    |                                  |                                |                     |                     |                      |                      |                                    |                                    |
|                                                                      |                                                                      |                                                                           |                                                                           |                                               |                                                                                   |                       |                       |                                 |                                                   |                                                                    |                                                                    |                                  |                                |                     |                     |                      |                      |                                    |                                    |
|                                                                      | Giovanni Battista, V conte di Calvenzano *1818 †1899 Antonia Sala    | Giovanni Battista, V conte di Calvenzano *1818 †1899 Antonia Sala         | Teresa *1823 †1887 Giuseppe Brambilla                                     | Teresa *1823 †1887 Giuseppe Brambilla         |                                                                                   |                       | Carolina *1857 †? ?   | Carolina *1857 †? ?             | Carmela *1859 †1931 Luigi Napoleone Mapelli Mozzi | Carmela *1859 †1931 Luigi Napoleone Mapelli Mozzi                  | Agostino *1861 †1941 Clara Barca                                   | Agostino *1861 †1941 Clara Barca | Giovanna *1863 †? ?            | Giovanna *1863 †? ? |                     |                      |                      |                                    |                                    |
|                                                                      |                                                                      |                                                                           |                                                                           |                                               |                                                                                   |                       |                       |                                 |                                                   |                                                                    |                                                                    |                                  |                                |                     |                     |                      |                      |                                    |                                    |
|                                                                      |                                                                      |                                                                           |                                                                           |                                               |                                                                                   |                       |                       |                                 |                                                   |                                                                    |                                                                    |                                  |                                |                     |                     |                      |                      |                                    |                                    |
| Maria Anna *1856 †1930 Gherardo Sommi Picenardi, IV signore di Sommo | Maria Anna *1856 †1930 Gherardo Sommi Picenardi, IV signore di Sommo | Francesco, VI conte di Calvenzano *1857 †1912 Cecilia Greppi              | Francesco, VI conte di Calvenzano *1857 †1912 Cecilia Greppi              | Carolina *1885 †? Carlo Pedroli, conte        | Carolina *1885 †? Carlo Pedroli, conte                                            | Camilla *1886 †1966 ? | Camilla *1886 †1966 ? | Carmela *1889 †1970 ? Dal Verme | Carmela *1889 †1970 ? Dal Verme                   | Francesco *1891 †1965 Isabella Arborio Mella                       | Francesco *1891 †1965 Isabella Arborio Mella                       | Maria Antonietta *1893 †1990 ?   | Maria Antonietta *1893 †1990 ? | Elisa *1897 †1975 ? | Elisa *1897 †1975 ? | Emilia *1899 †1990 ? | Emilia *1899 †1990 ? | Emanuele *1902 †1976 Lucia Clerici | Emanuele *1902 †1976 Lucia Clerici |
|                                                                      |                                                                      |                                                                           |                                                                           |                                               |                                                                                   |                       |                       |                                 |                                                   |                                                                    |                                                                    |                                  |                                |                     |                     |                      |                      |                                    |                                    |
|                                                                      |                                                                      |                                                                           |                                                                           |                                               |                                                                                   |                       |                       |                                 |                                                   |                                                                    |                                                                    |                                  |                                |                     |                     |                      |                      |                                    |                                    |
|                                                                      | Antonietta *1883 †1909 Oberto Bonifacio dal Pozzo                    | Antonietta *1883 †1909 Oberto Bonifacio dal Pozzo                         | Giovanni, VII conte di Calvenzano *1905 †1995                             | Giovanni, VII conte di Calvenzano *1905 †1995 |                                                                                   |                       | Chiara *1923 †? ?     | Chiara *1923 †? ?               | Teresa *1925 †? ?                                 | Teresa *1925 †? ?                                                  | Carlo *1927 †? ?                                                   | Carlo *1927 †? ?                 | Cristina *1929 †? ?            | Cristina *1929 †? ? |                     |                      |                      | Francesco *1929 †? ?               | Francesco *1929 †? ?               |